# Oberea myops
Oberea myops är en skalbaggsart som beskrevs av Samuel Stehman Haldeman 1847. Oberea myops ingår i släktet Oberea och familjen långhorningar. Inga underarter finns listade i Catalogue of Life.